# 에두아르도 카마빙가
에두아르도 셀미 카마빙가(프랑스어: Eduardo Celmi Camavinga, 2002년 11월 10일~)는 프랑스의 축구 선수로 포지션은 미드필더이다. 현재 라리가의 레알 마드리드 CF와 프랑스 축구 국가대표팀에서 활동하고 있으며 주 포지션은 중앙 미드필더이지만 풀백과 수비형 미드필더 또한 담당할 수 있다.
카마빙가는 2018년 16살의 나이에 리그 1의 스타드 렌 FC 1군에 데뷔하며 프로 경력을 시작했고 스타드 렌의 주전 선수가 되었다. 2021년 그는 3,100만 유로(약 435억 원)의 이적료로 스타드 렌에서 레알 마드리드로 이적했고 레알 마드리드에서의 첫 번째 시즌에서 라리가와 UEFA 챔피언스리그 우승을 달성했다.
카마빙가는 앙골라에서 앙골라와 콩고 민주 공화국 혈통을 가진 부모님에게서 태어났고 2살 때 앙골라에서 프랑스로 이주했다. 그는 프랑스 시민권을 취득한 후 2019년 프랑스 U-21 축구 국가대표팀에 데뷔했고 2020년 17살의 나이에 프랑스 축구 국가대표팀에 데뷔하면서 1945년 이후 프랑스 대표팀에 데뷔한 가장 어린 선수가 되었다. 그는 2022년 FIFA 월드컵에 출전해 월드컵 준우승을 달성했다.

## 어린 시절
에두아르도 카마빙가는 2002년 앙골라의 난민 수용소에서 제2차 콩고 전쟁을 피해 콩고 민주 공화국을 떠나 앙골라에 정착한 앙골라계 콩고 민주 공화국인 아버지 셀레스티노 카마빙가(프랑스어: Celestino Camavinga)와 콩고 민주 공화국인 어머니 소피아 시마오(프랑스어: Sofia Simao) 사이에서 태어났다. 콩고 민주 공화국을 떠날 당시 이들에게는 두 명의 아이들이 있었고 앙골라에서 에두아르도를 비롯해 네 명의 아이들이 더 태어났다. 카마빙가 가족은 2004년 에두아르도가 2살이 되었을 때 앙골라에서 프랑스로 이주했고 릴을 거쳐 푸제르에 정착했다.
에두아르도는 어렸을 때 축구와 유도를 병행했고 형을 따라 축구보다 유도를 더 선호했지만 그가 축구를 하는 모습을 본 관계자들의 조언으로 2009년 7살의 나이에 아버지가 축구 선수로 뛰었던 드라포-푸제르(프랑스어: Drapeau-Fougères)에 입단하면서 축구 선수 경력을 시작했다. 그는 그곳에서 수비수와 공격수로 활동했다.

## 개인사
2013년 카마빙가가 학교에 있을 때 가족들이 살던 집이 화재로 인해 전소되는 사건이 발생했다. 후일 그는 이 사건이 자신에게 축구 선수로 성공할 수 있도록 하는 동기를 부여했다고 회고했다.
카마빙가는 17세가 되기 6일 전인 2019년 11월 4일 가족들과 함께 프랑스 시민권을 취득했으며 2020년 7월 7일 바칼로레아 경제학과 사회과학 부문을 최우수 성적으로 통과했다.